# Helagerbrug
Med udtrykket helagerbrug menes en samfundsform, hvor føden skaffes alene ved landbrug, og hvor begge køn deltager i produktionen. Under disse forhold bliver udbyttet af jagt og fiskeri mindre betydningsfuldt. Helagerbruget er den konsekvente videreførelse af den fødeproducerende livsform, og det kræver så intens en indlevelse i årstider, vejrlig og planters og husdyrs behov, at det fremkalder en helt speciel kultur. Det var den kultur, som prægede europæisk livsførelse, tankegang og moralsæt helt frem til den industrielle revolution, og så sent som i 1950'erne kunne den genkaldes i kunstnerisk form (jf. Morten Korch-filmene). Med helagerbrugets udvikling fulgte også en udvikling, der er gået fra ekstensiv til intensiv dyrkning, men dette billede synes nu at være vendt i de industrialiserede lande.

## Historie
Helagerbruget er udviklet på grundlag af erfaringer fra halvagerbrug og har i første omgang været baseret på svedjebrug, hvor man ryddede den bestående vegetation, brændte området af og behandlede jorden med hakke. Senere – dvs. efter at man blev boende ved det samme dyrkningsareal – er der opstået en lang række teknologiske landvindinger, hvor arden og senere ploven må anses for at være de afgørende. Derfor taler man om helagerbrug uden plov og helagerbrug med plov. Anvendelsen af dyr (okser, stude eller heste) som trækkraft har ligeledes haft stor betydning for udviklingen i denne samfundsform.

## Industrilandbrug
Den moderne udgave af helagerbrug er det industrialiserede landbrug, hvor både mekaniske og kemiske metoder inddrages systematisk i stramt planlagte dyrkningsforløb, som også er baseret på brugen af brændstoffer og elenergi. Det oprindelige helagerbrug var baseret på en betydelig grad af selvforsyning, hvor produkterne i givet fald blev udvekslet ved direkte byttehandel eller via penge til andre varer. Derimod er det industrialiserede helagerbrug rettet mod pengeindtjening ved afsætning på verdensmarkedet.